# WTA Elite Trophy 2018
Het eindejaarstoernooi WTA Elite Trophy (ook wel genoemd: het B-kampioenschap van het vrouwentennis) van 2018 vond plaats van dinsdag 30 oktober tot en met zondag 4 november 2018 in de Chinese stadsprefectuur Zhuhai. Het was de vierde editie van het toernooi. Er werd gespeeld op hardcourt-binnenbanen in het Hengqin International Tennis Center.

## Enkelspel
Titelverdedigster Julia Görges was de winnares van groep D ("Rose"). In de halve finale werd zij uitgeschakeld door de latere winnares.
De als eerste geplaatste Russin Darja Kasatkina was aanvoerder van groep A ("Azalea"). Net als de andere twee speelsters in deze groep won en verloor zij één partij in de groepsfase. Door haar lage setbalans eindigde zij als laatste in haar groep.
Het negende reekshoofd, Ashleigh Barty uit Australië, won het toernooi. In de finale versloeg zij de als elfde geplaatste Chinese Wang Qiang in twee sets. Barty wist voor het eerst in haar loopbaan de WTA Elite Trophy op haar naam te schrijven. Het was haar derde WTA-titel, de tweede van 2018.
De Belgische Elise Mertens was aanvoerder van groep D ("Rose"). In deze groep eindigde zij op de tweede plaats.
Er waren geen deelneemsters uit Nederland.

### Deelnemende speelsters
- Rang per 29 oktober 2018.

| Nr. | Speelster            | Rang | Groep | Resultaat    | Verloor van                  |
| --- | -------------------- | ---- | ----- | ------------ | ---------------------------- |
| 1.  | Darja Kasatkina      | 10   | A     | groepsfase   | Keys                         |
| 2.  | Anastasija Sevastova | 11   | B     | groepsfase   | Muguruza                     |
| 3.  | Aryna Sabalenka      | 12   | C     | groepsfase   | Garcia                       |
| 4.  | Elise Mertens        | 13   | D     | groepsfase   | Görges                       |
| 5.  | Julia Görges         | 14   | D     | halve finale | Ashleigh Barty               |
| 6.  | Madison Keys         | 16   | A     | halve finale | forfait, wegens knieblessure |
| 7.  | Garbiñe Muguruza     | 17   | B     | halve finale | Wang Qiang                   |
| 8.  | Caroline Garcia      | 18   | C     | groepsfase   | Barty                        |
| 9.  | Ashleigh Barty       | 19   | C     | winnares     | winnares                     |
| 10. | Anett Kontaveit      | 20   | D     | groepsfase   | Mertens                      |
| 11. | Wang Qiang           | 22   | A     | finale       | Ashleigh Barty               |
| 12. | Zhang Shuai          | 36*  | B     | groepsfase   | Muguruza, Sevastova          |

Op de reservebank zaten Mihaela Buzărnescu (WTA-24) en Hsieh Su-wei (WTA-28). Zij hoefden niet in actie te komen.

### Prijzengeld en WTA-punten
| Resultaat                | Prijzengeld    | WTA-punten |
| ------------------------ | -------------- | ---------- |
| winnares                 | R1 + $ 500.000 | R1 + 460   |
| finale                   | R1 + $ 150.000 | R1 + 200   |
| halve finale             | R1 + $ 14.727  | R1         |
| eerste ronde (1e plaats) | $ 200.000      | 240        |
| eerste ronde (2e plaats) | $ 125.000      | 160        |
| eerste ronde (3e plaats) | $ 45.000       | 80         |

- R1 = de opbrengst van de eerste ronde (groepswedstrijden).
- Een foutloos parcours zou de winnares $ 700.000 en 700 punten opgeleverd hebben.

### Halve finale en finale
|  | halve finale | halve finale   | halve finale | halve finale | halve finale |                  |   | finale         | finale | finale | finale | finale |
|  |              |                |              |              |              |                  |   |                |        |        |        |        |
|  | 5            | Julia Görges   | 6            | 3            | 2            |                  |   |                |        |        |        |        |
|  | 9            | Ashleigh Barty | 4            | 6            | 6            |                  |   |                |        |        |        |        |
|  | 9            | Ashleigh Barty | 4            | 6            | 6            |                  | 9 | Ashleigh Barty | 6      | 6      |        |        |
|  |              |                |              |              |              |                  | 9 | Ashleigh Barty | 6      | 6      |        |        |
|  |              | 11             | Wang Qiang   | 3            | 4            |                  |   |                |        |        |        |        |
|  | 7            | 11             | Wang Qiang   | 3            | 4            | Garbiñe Muguruza | 2 | 0              |        |        |        |        |
|  | 7            |                |              |              |              | Garbiñe Muguruza | 2 | 0              |        |        |        |        |
|  | 11           | Wang Qiang     | 6            | 6            |              |                  |   |                |        |        |        |        |

### Groepswedstrijden
Een redelijk gelijkwaardige opbouw van de vier groepen werd bereikt door de regels van plaatsing en loting:
- De vier speelsters met de hoogste rang waren het reekshoofd van een eigen groep.
- De volgende vier speelsters werden door loting verdeeld over de groepen.
- Ten slotte werden ook de laagste vier speelsters door loting verdeeld over de groepen.

#### Groep A – "Azalea"
Resultaten
| wedstrijd           | wedstrijd | wedstrijd           | score         |
| ------------------- | --------- | ------------------- | ------------- |
| Darja Kasatkina (1) | –         | Wang Qiang (11)     | 6-1, 2-6, 7-5 |
| Madison Keys (6)    | –         | Darja Kasatkina (1) | 6-2, 6-4      |
| Wang Qiang (11)     | –         | Madison Keys (6)    | 1-6, 6-3, 6-1 |

Klassement
| nr. | speelster           | partijen w-v | sets w-v | games w-v |
| --- | ------------------- | ------------ | -------- | --------- |
| 1.  | Madison Keys (6) †  | 1-1          | 3-2      | 22-19     |
| 2.  | Wang Qiang (11) †   | 1-1          | 3-3      | 25-25     |
| 3.  | Darja Kasatkina (1) | 1-1          | 2-3      | 21-24     |

#### Groep B – "Camellia"
Resultaten
| wedstrijd                | wedstrijd | wedstrijd                | score           |
| ------------------------ | --------- | ------------------------ | --------------- |
| Garbiñe Muguruza (7)     | –         | Zhang Shuai (12)         | 3-6, 6-3, 6-2   |
| Anastasija Sevastova (2) | –         | Zhang Shuai (12)         | 6-0, 7-610      |
| Garbiñe Muguruza (7)     | –         | Anastasija Sevastova (2) | 64-7, 6-2, 7-61 |

Klassement
| nr. | speelster                | partijen w-v | sets w-v | games w-v |
| --- | ------------------------ | ------------ | -------- | --------- |
| 1.  | Garbiñe Muguruza (7)     | 2-0          | 4-2      | 34-26     |
| 2.  | Anastasija Sevastova (2) | 1-1          | 3-2      | 28-25     |
| 3.  | Zhang Shuai (12)         | 0-2          | 1-4      | 17-28     |

#### Groep C – "Orchid"
Resultaten
| wedstrijd           | wedstrijd | wedstrijd           | score    |
| ------------------- | --------- | ------------------- | -------- |
| Aryna Sabalenka (3) | –         | Ashleigh Barty (9)  | 6-4, 6-4 |
| Ashleigh Barty (9)  | –         | Caroline Garcia (8) | 6-3, 6-4 |
| Caroline Garcia (8) | –         | Aryna Sabalenka (3) | 6-4, 6-4 |

Klassement
| nr. | speelster           | partijen w-v | sets w-v | games w-v |
| --- | ------------------- | ------------ | -------- | --------- |
| 1.  | Ashleigh Barty (9)  | 1-1          | 2-2      | 20-19     |
| 2.  | Aryna Sabalenka (3) | 1-1          | 2-2      | 20-20     |
| 3.  | Caroline Garcia (8) | 1-1          | 2-2      | 19-2      |

#### Groep D – "Rose"
Resultaten
| wedstrijd            | wedstrijd | wedstrijd            | score         |
| -------------------- | --------- | -------------------- | ------------- |
| Elise Mertens (4)    | –         | Anett Kontaveit (10) | 6-3, 6-1      |
| Anett Kontaveit (10) | –         | Julia Görges (5)     | 6-2, 4-6, 6-4 |
| Julia Görges (5)     | –         | Elise Mertens (4)    | 6-2, 7-65     |

Klassement
| nr. | speelster            | partijen w-v | sets w-v | games w-v |
| --- | -------------------- | ------------ | -------- | --------- |
| 1.  | Julia Görges (5)     | 1-1          | 3-2      | 25-24     |
| 2.  | Elise Mertens (4)    | 1-1          | 2-2      | 20-17     |
| 3.  | Anett Kontaveit (10) | 1-1          | 2-3      | 20-24     |

## Dubbelspel

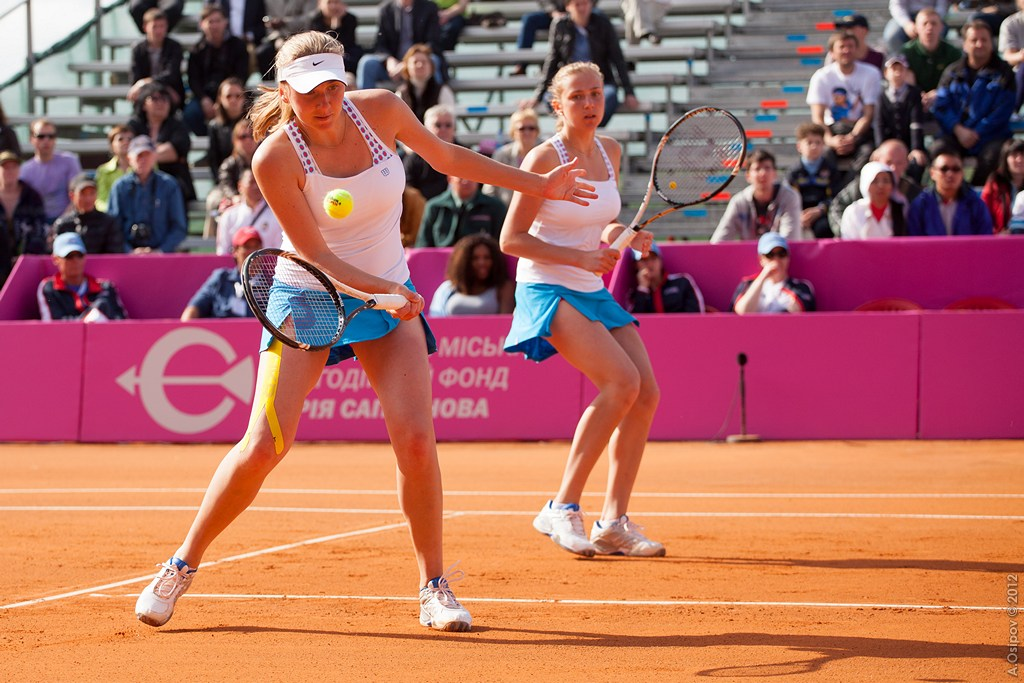
De winnende zusjes Ljoedmyla (li) en Nadija Kitsjenok.

| Prijzengeld \| Resultaat \| Prijzengeld (per team) \| \| ---------------------- \| ---------------------- \| \| winnaressen \| R1 + $ 21.509 \| \| finale \| R1 + $ 11.000 \| \| eerste ronde (2 zeges) \| $ 27.300 \| \| eerste ronde (1 zege) \| $ 21.900 \| \| eerste ronde (0 zeges) \| $ 16.500 \| Noten: - R1 = de opbrengst van de eerste ronde (groepswedstrijden). - Hun foutloos parcours leverde het winnende koppel $ 48.809 op. - WTA-punten waren niet te verdienen. |                        |
| Resultaat | Prijzengeld (per team) |
| winnaressen | R1 + $ 21.509          |
| finale | R1 + $ 11.000          |
| eerste ronde (2 zeges) | $ 27.300               |
| eerste ronde (1 zege) | $ 21.900               |
| eerste ronde (0 zeges) | $ 16.500               |

Titelhoudsters Duan Yingying en Han Xinyun hadden onvoldoende rangpositie om zich voor het toernooi te kwalificeren.
Het eerste reekshoofd, Mihaela Buzărnescu en Alicja Rosolska, bleef steken in de groepsfase.
De als derde geplaatste Oekraïense tweeling Ljoedmyla en Nadija Kitsjenok won het toernooi. In de finale versloegen zij het als vierde geplaatste koppel Shuko Aoyama en Lidzija Marozava in de match-tiebreak. Het was hun derde gezamenlijke titel. Nadija had daarnaast één eerdere dubbelspeltitel met een andere partner; Ljoedmyla geen.

### Deelnemende teams
- Rang per 29 oktober 2018.

| Nr. | Team                                 | Rang         | Groep | Resultaat   | Verloren van                         |
| --- | ------------------------------------ | ------------ | ----- | ----------- | ------------------------------------ |
| 1.  | Mihaela Buzărnescu Alicja Rosolska   | 24+29=53     | Een   | groepsfase  | Aoyama/Marozava                      |
| 2.  | Miyu Kato Makoto Ninomiya            | 45+20=65     | Twee  | groepsfase  | Kitsjenok/Kitsjenok, Jiang/Yang      |
| 3.  | Ljoedmyla Kitsjenok Nadija Kitsjenok | 35+37=72     | Twee  | winnaressen | winnaressen                          |
| 4.  | Shuko Aoyama Lidzija Marozava        | 42+41=83     | Een   | finale      | Ljoedmyla Kitsjenok Nadija Kitsjenok |
| 5.  | Jiang Xinyu Yang Zhaoxuan            | 113+28=141*  | Twee  | groepsfase  | Kitsjenok/Kitsjenok                  |
| 6.  | Tang Qianhui Xun Fangying            | 127+207=334* | Een   | groepsfase  | Buzărnescu/Rosolska                  |

* Jiang/Yang en Tang/Xun waren via een wildcard voor het toernooi uitgenodigd.

### Finale
| Legenda | Legenda                  |
| ------- | ------------------------ |
| Q       | Qualifier                |
| WC      | Deelname via wildcard    |
| LL      | Lucky Loser              |
| r       | Opgave / trok zich terug |
| w/o     | Walk-over                |
| Alt     | Alternate                |
| SE      | Special Exempt           |
| PR      | Protected Ranking        |
| d       | Diskwalificatie          |

| finale |                                      |   |   |      |
|        |                                      |   |   |      |
| 3      | Ljoedmyla Kitsjenok Nadija Kitsjenok | 6 | 3 | [10] |
| 4      | Shuko Aoyama Lidzija Marozava        | 4 | 6 | [7]  |

### Groepswedstrijden

#### Groep Een – "Lily"
Resultaten
| wedstrijd                              | wedstrijd | wedstrijd                              | score            |
| -------------------------------------- | --------- | -------------------------------------- | ---------------- |
| Shuko Aoyama Lidzija Marozava (4)      | –         | Mihaela Buzărnescu Alicja Rosolska (1) | 6-3, 6-2         |
| Mihaela Buzărnescu Alicja Rosolska (1) | –         | Tang Qianhui Xun Fangying (6)          | 6-2, 6-2         |
| Tang Qianhui Xun Fangying (6)          | –         | Shuko Aoyama Lidzija Marozava (4)      | 3-6, 6-3, [10-6] |

Klassement
| nr. | team                                   | partijen w-v | sets w-v | games w-v |
| --- | -------------------------------------- | ------------ | -------- | --------- |
| 1.  | Shuko Aoyama Lidzija Marozava (4)      | 1-1          | 3-2      | 21-15     |
| 2.  | Mihaela Buzărnescu Alicja Rosolska (1) | 1-1          | 2-2      | 17-16     |
| 3.  | Tang Qianhui Xun Fangying (6)          | 1-1          | 2-3      | 14-21     |

#### Groep Twee – "Bougainvillea"
Resultaten
| wedstrijd                                | wedstrijd | wedstrijd                     | score             |
| ---------------------------------------- | --------- | ----------------------------- | ----------------- |
| Ljoedmyla Kitsjenok Nadija Kitsjenok (3) | –         | Jiang Xinyu Yang Zhaoxuan (5) | 7-69, 3-6, [11-9] |
| Ljoedmyla Kitsjenok Nadija Kitsjenok (3) | –         | Miyu Kato Makoto Ninomiya (2) | 6-4, 1-6, [10-7]  |
| Jiang Xinyu Yang Zhaoxuan (5)            | –         | Miyu Kato Makoto Ninomiya (2) | 6-3, 6-4          |

Klassement
| nr. | team                                     | partijen w-v | sets w-v | games w-v |
| --- | ---------------------------------------- | ------------ | -------- | --------- |
| 1.  | Ljoedmyla Kitsjenok Nadija Kitsjenok (3) | 2-0          | 4-2      | 19-22     |
| 2.  | Jiang Xinyu Yang Zhaoxuan (5)            | 1-1          | 3-2      | 24-18     |
| 3.  | Miyu Kato Makoto Ninomiya (2)            | 0-2          | 1-4      | 17-20     |